# DMSP Block 5D3 F19
DMSP Block 5D3 F19 – amerykański wojskowy satelita meteorologiczny programu Defense Satellite Application Program. Pięćdziesiąty drugi satelita tego programu; dziewiętnasty w serii Block 5D, a przedostatni w podwariancie D3.
Satelita trafił do kosmodromu Vandenberg na początku sierpnia 2013 roku. Został wyniesiony na orbitę rakietą Atlas V. Wejście na orbitę nastąpiło w 15 minucie 39 sekundzie lotu.